# Bezalel Smotrich
Bezalel Yoel Smotrich (en hebreu: בְּצַלְאֵל יוֹאֵל סְמוֹטְרִיץ׳‎) (Haspin, Alts del Golan, 29 de desembre de 1980) és un advocat i polític d'extrema dreta israelià que exerceix com a ministre de Finances des del 2022. És el líder del Partit Sionista Religiós i anteriorment va servir com a diputat de la Kenésset per a Yamina.
Smotrich és conegut per les seves posicions conservadores i nacionalistes, ja que han generat diverses polèmiques. És partidari d'expandir els assentaments israelians a Cisjordània —de fet, n'és resident d'un anomenat Kedumim— i s'oposa a la creació d'un estat palestí. Acusat d'incitar a l'odi contra els ciutadans àrabs d'Israel, va dir als parlamentaris àrabs israelians el mes d'octubre del 2021 que «va ser un error que Ben-Gurion no acabés la feina i no us expulsés el 1948». S'ha autodenominat un «feixista homòfob» i ha afirmat que les desfilades de l'Orgull Gai són «pitjors que la zoofília».